# Rudolf Zu der Luth
Rudolf Friedrich Maria Zu der Luth (* 5. Juli 1880 in Wien; gebürtig Rudolf Zerlauth; † 14. September 1961 in Wien) war ein österreichischer Generalmajor und Geograph.

## Leben und Wirken bis zur Zwischenkriegszeit

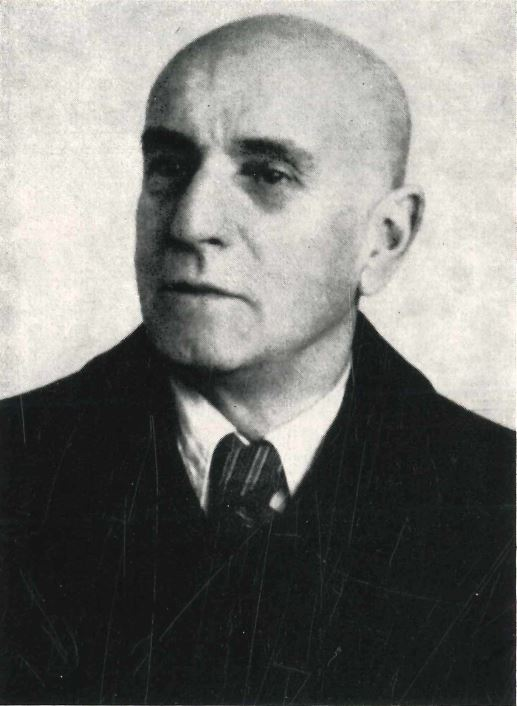
Rudolf Zu der Luth

Rudolf Zu der Luth entstammte einem traditionsreichen Vorarlberger Bauerngeschlecht, dessen Ahnenreihe sich bis ins 14. Jahrhundert zurückverfolgen lässt. Trotz seiner kosmopolitischen Militärkarriere blieb er zeitlebens mit seiner Heimatregion eng verbunden. Nach der Ausbildung an den Kadettenschulen in Liebenau bei Graz und Kamenitz (im heutigen Tschechien), trat er 1898 als Offizier in die k. u. k. Armee ein.
Seinem frühen Truppendienst in Südtirol und Südböhmen folgte ein prägender Karriereabschnitt: Von 1904 bis 1906 wurde er aufgrund seiner Leistungen für die Kriegsschule in Wien ausgewählt. Seine Tätigkeit am Militärgeographischen Institut ab 1907 – unterbrochen durch kurze Kommandierungen nach Budapest und an andere Stützpunkte der Donaumonarchie –  sollte seinen späteren Werdegang nachhaltig beeinflussen. Zu der Luths Aufgaben als Mappeur führten ihn unter anderem in die Brentagruppe, der er später topographische Studien widmen sollte. Bis 1911 festigte er sein militärisches Profil als Taktiklehrer an der Kadettenschule in Preßburg.
An den Fronten des Ersten Weltkriegs bewies Zu der Luth Tapferkeit und strategisches Geschick, zunächst an der Ostfront gegen Russland, später in Italien. Er diente als Offiziers-Stellvertreter im Infanterie-Regiment Viktor Emanuel II. „König von Italien“ Nr. 28, stieg zum Oberleutnant im Generalstab und Hauptmann im Generalstab eines Korps auf. Er diente im Stab der 25. Infanterie-Division, im Stab des 10. Armeekorps und zuletzt im Generalstab des XX. Armeekorps. 1918 wurde er zum Major befördert.
Nach dem Krieg diente er in der provisorischen deutsch-österreichischen Wehrmacht und wurde 1920 in das österreichische Bundesheer übernommen. Während der Zwischenkriegszeit konnte Zu der Luth sein Fachwissen einbringen: Ihm wurde die kartographische Neuaufnahme der Staatsgrenzen entlang neuralgischer Abschnitte anvertraut – vom Reschenscheideck über den Brenner durch Tirol bis ins östliche Kärnten. Als Ausbildner an der Generalstabsschule beeinflusste er die heranwachsende militärische Offizierselite der jungen Republik. Sein Eintritt in den Ruhestand als Generalmajor und Kommandant der Heeresvermessung erfolgte im Jahr 1933.

## Wehrwissenschaftlicher Atlas und Zweiter Weltkrieg
In den Jahren 1933, 1934 und 1937 widmete er sich der Herausgabe des Wehrwissenschaftlichen Atlas, einem Werk, das seine Expertise in Militärgeographie und Kartographie unter Beweis stellte. Mit dem Anschluss Österreichs an das nationalsozialistische Deutschland 1938 wurde er als Generalmajor z.V. in die Wehrmacht übernommen. Er kommandierte die Feldkommandantur 539 in Tarnów (Polen) und war mit der Aufstellung der 365. Infanterie-Division betraut.
Danach folgte ab 1940 die Leitung des Militär-Kartographischen Institutes in Prag. 1942 wurde er zum Höheren Offizier des Kriegskarten- und Vermessungswesens Südost ernannt und trug mit der Vereinheitlichung geodätischer Systeme in Südosteuropa zu logistischen Kriegsanstrengungen bei. In der Nachkriegszeit konzentrierte er sich schließlich auf Publikationen, wobei er in Schriften wie „Gedanken über vierzig Jahre Weltgeschichte“ geographiebezogene Analysen mit persönlicher Geschichtsinterpretation verband.

## Rudolf Zu der Luth und die Geographische Gesellschaft
Im Jahr 1931 begann Zu der Luths langjährige Verbindung mit der Österreichischen Geographischen Gesellschaft. Seine tiefe Überzeugung von der engen Verzahnung zwischen Wehrkunde und Landeskunde motivierte ihn, die historischen Verbindungen zwischen der Gesellschaft und dem österreichischen Bundesheer wiederzubeleben. Er agierte 25 Jahre lang als ihr Vizepräsident.
Rudolf Zu der Luth verstarb am 14. September 1961 in Wien. Er hinterließ ein Erbe als pflichtbewusster Soldat, innovativer Kartograph und engagierter Geograph. Die Österreichische Geographische Gesellschaft ehrt sein Andenken bis heute. Seine Verdienste um die Gesellschaft wurden mit der Ritter-von-Hauer-Medaille und der Ernennung zum Ehrenpräsidenten gewürdigt.

## Veröffentlichungen
- Wehrwissenschaftlicher Atlas. Hrsg. Joesef Lenobel, Wien 1933, 1934 & 1937.
- Gedanken über vierzig Jahre Weltgeschichte (1. Weltkrieg, Versailler Diktat, 2. Weltkrieg). Eigenverlag, Wien 1957. 161 S.
- Die Schweiz, ihre militärpolitische Lage vor und nach dem Weltkriege!: Das eidgenössische Milizystem. Verlag Offene Worte, Charlottenburg, 1925. 374 S.